# Ritu York

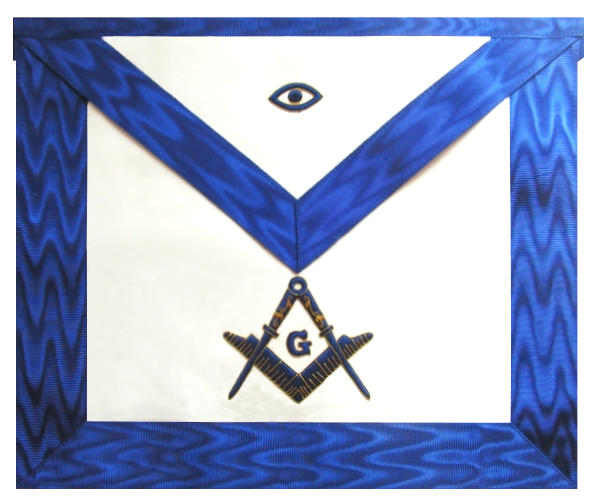
Davantal maçònic amb rang de mestre del Ritu de York.

El ritu de York o ritu Americà és un dels diversos ritus de la maçoneria. Un ritu és una sèrie de graus progressius que són atorgats per diverses organitzacions maçòniques o cossos, cadascun dels quals opera sota el control de la seva pròpia autoritat central. El Ritu de York en particular és un recull de diferents cossos maçònics i graus associats. Els tres cossos primaris en el Ritu de York són el Capítol de Maçons del Reial Arc, Consell de mestres Reials i Consell Cryptic, i els Cavallers Templers, cadascun dels quals es regeixen de manera independent, però són considerats com a part del ritu York. També hi ha altres organitzacions que es consideren directament relacionades amb el Ritu de York, o que requereixen filiació al Ritu York per a poder formar-ne part, com el Ritu de York College de Sovereign, però en general el Ritu de York es considera format pels tres anteriors. El nom del ritu es deriva de la ciutat de York (Anglaterra), on la llegenda maçònica anglesa situa les primeres reunions dels maçons a Anglaterra. El Ritu de York és un dels graus annexos de la maçoneria, a la que un Mestre Maçó pot unir-se per promoure el seu coneixement de la maçoneria. No obstant això, el Ritu de York no està basat en un únic sistema, fora del Ritu de York hi ha diferències significatives en el ritual, així com en l'organització, ja que cada associació o lògia que es regeix pel ritu és independent. El Ritu de York es basa específicament en la Bíblia i en l'Antic Testament. En els rituals és comú trobar frases com "Déu et Guardi". El Ritu de York és menys formal que el ritu d'emulació, també se suposa que han de dura a terme els treballs en les tingudes de memòria. Les pràctiques d'aquest ritu i poden variar enormement d'un lloc a un altre.